# Plicnice
Plicnice (truncus pulmonalis), též plicní kmen, je tepna, která vystupuje z pravé srdeční komory a vede odkysličenou krev z tělního oběhu do plic. Větví se na pravou a levou plicní tepnu (arteriae pulmonales). Plicnice jako „samostatná plicní tepna odstupující přímo ze srdce“ se v evoluci poprvé objevila u plazů, dále je přítomná i u ptáků a savců.

## Anatomie člověka
U člověka je plicní kmen mohutná, ač velmi krátká, tepna, která nejprve vychází ze srdce přibližně paralelně s aortou a míří směrem nahoru, dorzálně (do zad) a mírně šikmo doleva do prostoru pod obloukem aorty. Tam se větví na levou a pravou plicní tepnu.
Během embryonálního vývoje krev sice vstupuje do plicnice, ale následně prochází tzv. Botallovou dučejí do oblouku aorty. Pro vyvíjející se zárodek bez funkčních plic je totiž zbytečné, aby krev do plic vůbec vstupovala.